# Sötét dűnefolt

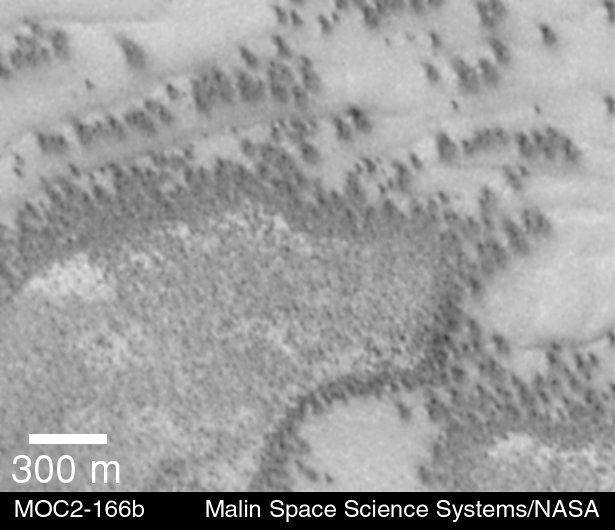
Marsi sötét dűnefoltok

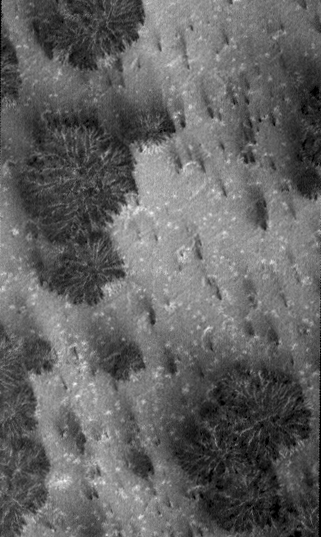
Marsi sötét dűnefoltok a Mars Global Surveyor felvételén (a kép szélessége nagyjából 2,5 km)

A sötét dűnefoltok (angolul Dark Dune Spot, DDS) a Mars déli (kisebb részben az északi) féltekéjének sarki régiójában (60°-80° szélességek között) a jégtakarón és az alatt ideiglenesen megjelenő sötét foltok, melyeket a Mars Global Surveyor Mars-szonda által készített képeken fedeztek fel 1998-99-ben.
A marsi tél végén tűnnek föl a becsapódási kráterek belsejében lévő, jéggel borított bazaltos talajú dűnemezőkön, a dűnék gerincén és oldalain, és nyár elejére enyésznek el. Az első néhány év megfigyelései alapján a következő évben a foltok mintegy 70%-a ugyanazon a helyen tűnik föl. A fehér szárazjég-takarón megjelenő, néhány méter átmérőjű foltok először szürkék, majd középpontjukban sötét folt jelenik meg. Alakjuk kerek, koncentrikus szerkezettel, a domboldalakon elnyúlt, gyakran kifolyásokkal, melyeket esetleg víz okoz, amely néhány esetben a lejtő tövében, tavacskákban gyűlik össze.

## Lehetséges biológiai magyarázat
A foltok biológiai eredetével kapcsolatos elméletet a Horváth András csillagász, valamint Gánti Tibor és Szathmáry Eörs biológusok vezette csoport dolgozta ki. Eszerint elképzelhető, hogy a jégtakaró alatt baktériumokhoz hasonló élőlények telepei vannak. A télen inaktív élőlények tavasszal a napfény hatására fotoszintetizálva, hőt fejlesztve, megolvasztják az őket takaró jégréteget, majd a jégtakaró teljes eltűnésekor kiszáradnak.

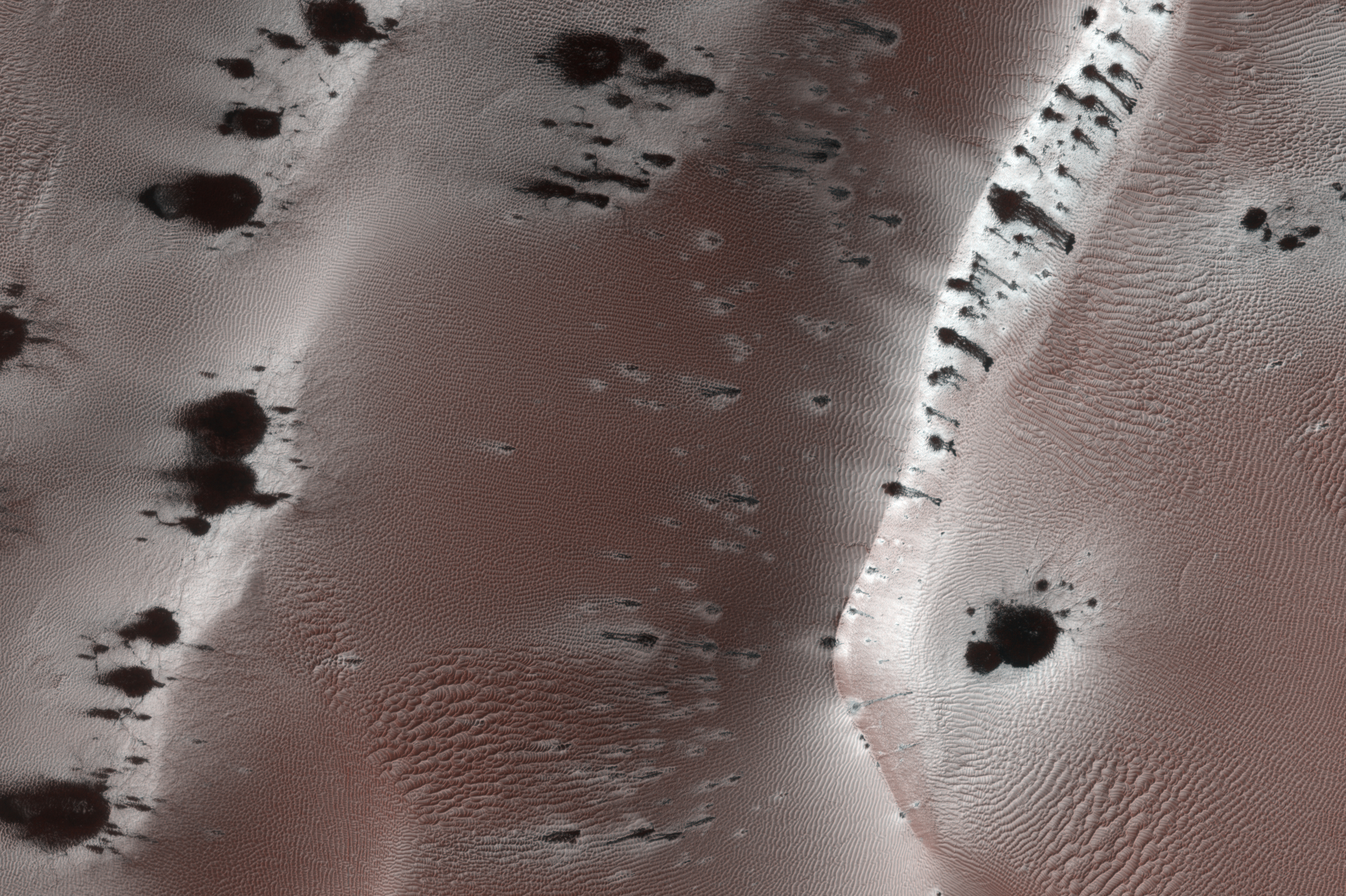
Marsi sötét dűnefoltok, lefolyásokkal (Seepages) a Mars Reconnaissance Orbiter felvételén)

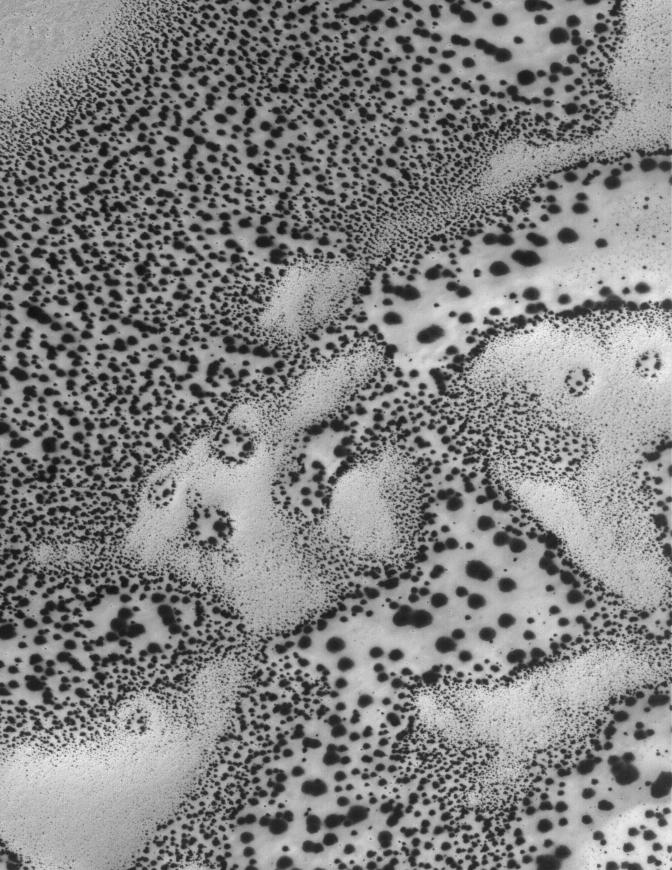
Marsi sötét dűnefoltok)